# سوسن مقصودلو
سوسن مقصودلو (زاده ۱۳۳۶ رشت) مدرس، گوینده و بازیگر پرسابقهٔ تئاتر، سینما و تلویزیون ایران است.

## زندگی‌نامه
وی کار بازیگری را از سال ۱۳۵۵ با بازی در نمایشِ «داستانی نه تازه» با کارگردانی داریوش فرهنگ آغاز نمود. مقصودلو دانش‌آموختهٔ «کارشناسی نمایش» از دانشکده هنرهای زیبا است. وی علاوه بر بازیگری در عرصه گویندگی نیز فعال و موفق بوده‌است که از میان آثار مشهورش می‌توان به گویندگی در نوار قصه‌های شاپرک‌خانوم، ترب، ماه و پلنگ و شازده کوچولو اشاره کرد.

## گزیدهٔ آثار

### تئاتر
- بللافیگورا (۱۳۹۶)
- قصه‌های ناتمام (۱۳۹۰)
- آشپزها (۱۳۸۸)
- کهربا (۱۳۸۸)
- یاجوج و ماجوج (۱۳۸۶)
- اختر چرخ ادب (۱۳۸۴)
- یک زن، یک مرد (۱۳۸۴)
- استخوان‌های طلایی (۱۳۸۴)
- گردونه (۱۳۸۳)
- پیروزی در شیکاگو (۱۳۷۲)
- جان کالای (۱۳۷۰)
- یاجوج و ماجوج (۱۳۶۷)
- شهردار (۱۳۶۳)
- دیو باد (۱۳۶۱)
- خانه برنارد آلبا (۱۳۵۹)
- شب کودتا (۱۳۵۹)
- حکایت قفس (۱۳۵۸)
- ارباب پونتیلا و نوکرش ماتی (۱۳۵۸)
- آهو (۱۳۵۷)
- جادوگران شهر سیلم (۱۳۵۶)
- داستانی نه تازه (۱۳۵۵)

### سینما
1. پرسه در حوالی من (۱۳۹۵)
2. عروسک (۱۳۸۸)
3. بی‌پولی (۱۳۸۶)
4. چشم‌های بابا [کوتاه] (۱۳۶۹)
5. تحفه‌ها (۱۳۶۶)
6. یاد و دیدار (۱۳۶۶)

### تلویزیون
| سال       | نام مجموعه                        | سمت             | کارگردان                          | توضیحات                                                                  |
| --------- | --------------------------------- | --------------- | --------------------------------- | ------------------------------------------------------------------------ |
| ۱۴۰۱      | بی نشان                           | بازیگر          | راما قویدل                        | شبکه۳                                                                    |
| ۱۴۰۰      | خانه‌ی آبنباتی ( مجموعه تلویزیونی) | بازیگر          | سمیه عبدالله زاده                 | شبکه پویا                                                                |
| ۱۳۹۹      | شاهرگ                             | بازیگر          | سیدجلال اشکذری                    | شبکه ۲                                                                   |
| ۱۳۹۷      | محرمانه                           | بازیگر          | مسلم تهرانی                       | شبکه ۳                                                                   |
| ۱۳۹۱      | آب‌پریا                            | بازیگر          | مرضیه برومند                      | نوروز ۱۳۹۲ شبکه ۲                                                        |
| ۱۳۹۰      | تله‌فیلم «روزی که بابامون نبود»    | بازیگر          | امیر مشهدی عباس                   |                                                                          |
| ۱۳۹۰      | تله‌فیلم «مراسم آبرومندانه»        | بازیگر          | محمدرضا رستمی                     | شبکه ۱                                                                   |
| ۱۳۹۰      | تله‌فیلم «معجزهٔ دوربین»            | بازیگر          | سعید آقاخانی                      |                                                                          |
| ۱۳۹۰      | سیر و سرکه                        | بازیگر          | غلامرضا رمضانی                    | پخش در نوروز ۹۱ از شبکه ۲                                                |
| ۱۳۸۹      | تا خوشبختی راهی نیست              | بازیگر          | حمیدرضا اردلان                    | شبکه ۴                                                                   |
| ۱۳۸۹      | از سیر تا پیاز                    | بازیگر          | علی شوقیان                        | برنامه کودک شبکه ۲                                                       |
| ۱۳۸۹      | نون و ریحون                       | بازیگر          | فرزاد مؤتمن                       | شبکه تهران                                                               |
| ۱۳۸۸–۱۳۸۷ | همه بچه‌های من                     | بازیگر          | مرضیه برومند                      | شبکه ۱                                                                   |
| ۱۳۸۷      | غیرمحرمانه                        | بازیگر          | مسعود رسام                        | شبکه تهران                                                               |
| ۱۳۸۷      | قصه‌های ایرانی                     | بازیگر          | حسن دادشکر                        | برنامه کودک و نوجوان شبکه ۲                                              |
| ۱۳۸۷–۱۳۸۶ | پیامک از دیار باقی                | بازیگر          | سیروس مقدم                        | نوروز ۱۳۸۷ شبکه ۱                                                        |
| ۱۳۸۲–۱۳۸۱ | این راهش نیست                     | بازیگر          | نوید میهن‌دوست                     | شبکه ۳                                                                   |
| ۱۳۸۲–۱۳۸۱ | باغچه مینو                        | بازیگر          | رضا صفدری                         |                                                                          |
| ۱۳۸۰      | خسته نباشید                       | بازیگر          | علی شوقیان                        | شبکه تهران                                                               |
| ۱۳۷۹      | نوروزی                            | بازیگر          | بهروز بقایی                       |                                                                          |
| ۱۳۷۹      | خانه ما                           | بازیگر          | مسعود کرامتی                      |                                                                          |
| ۱۳۷۹      | این یک دادگاه نیست                | بازیگر          | اصغر توسلی                        | شبکه تهران                                                               |
| ۱۳۷۹–۱۳۷۸ | قطار ابدی                         | بازیگر          | رضا عطاران بهروز بقایی فرهاد آئیش | در نقش «شهرزاد قصه‌گو» کارگردان تلویزیونی: «سیما ایلخان»                  |
| ۱۳۷۸–۱۳۷۷ | هتل                               | بازیگر          | مرضیه برومند                      | شبکه تهران                                                               |
| ۱۳۷۷      | گل منگلی                          | بازیگر          | قاسم جعفری                        | در ۱۳ قسمت از شبکهٔ تهران پخش شد.                                         |
| ۱۳۷۷      | تله‌تئاتر «خسیس»                   | بازیگر          | علی رفیعی                         | شبکه ۴                                                                   |
| ۱۳۷۶      | جشن تولد                          | بازیگر و گوینده | رضا فیاضی                         | کارگردان تلویزیونی: «ژاله صدری» در برنامه کودک و نوجوان شبکه ۲ پخش می‌شد. |
| ۱۳۷۶      | شاه، وزیر بازی                    | کارگردان        | سوسن مقصودلو                      | شبکه ۱                                                                   |
| ۱۳۷۶–۱۳۷۵ | تهران ۱۱–۵۹۵ ج ۴۸                 | بازیگر میهمان   | مرضیه برومند                      | شبکه تهران                                                               |
| ۱۳۷۴–۱۳۷۵ | زیر گنبد کبود (سری دوم)           | بازیگر          | بهرام شاه‌محمدلو                   |                                                                          |
| ۱۳۷۴      | خانه عروسک                        | مشاور کارگردان  | منیژه محامدی                      | شبکه ۴                                                                   |
| ۱۳۷۴      | در چهارچوب مقررات                 | بازیگر          | داریوش مؤدبیان                    | شبکه ۱                                                                   |
| ۱۳۷۴–۱۳۷۳ | قصه‌های تابه‌تا                     | بازیگر          | مرضیه برومند                      | از برنامه کودک و نوجوان شبکه ۲ پخش می‌شد.                                 |
| ۱۳۷۲      | تله‌تئاتر «فیزیکدان‌ها»             | بازیگر          | رضا کرم‌رضایی                      | شبکه ۲ نویسنده: «فریدریش دورنمات»                                        |
| ۱۳۷۲–۱۳۷۱ | همسایه روبرو                      | بازیگر          | امیر سمواتی                       | برنامه کودک و نوجوان شبکه ۲                                              |
| ۱۳۷۱–۱۳۷۰ | مش‌خیرالله صندوقچه اسرار           | بازیگر          | داریوش مؤدبیان                    | کارگردان تلویزیونی: «حسین فردرو»                                         |
| ۱۳۷۰      | وزیرمختار                         | بازیگر          | سعید نیک‌پور                       |                                                                          |
| ۱۳۶۷      | همسایه‌ها                          | بازیگر          | سعید نیک‌پور                       | شبکه ۱                                                                   |
| ۱۳۶۷–۱۳۶۶ | این شرح بی‌نهایت                   | بازیگر          | اسماعیل خلج حمید حمزه             | کارگردانان تلویزیونی: «بیژن صمصامی» و «شهریار بدیعی»                     |
| ۱۳۶۶      | شادمانه                           | بازیگر          | سعید نیک‌پور                       | شبکه ۲                                                                   |
| ۱۳۶۶      | تله‌تئاتر «باجناغ‌ها»               | بازیگر          | داریوش مؤدبیان                    | کارگردان تلویزیونی: «حسین فردرو»                                         |
| ۱۳۶۶      | هزار بچه                          | بازیگر          | کامبیز صمیمی‌مفخم                  | شبکه ۱                                                                   |
| ۱۳۶۶      | زیر گنبد کبود                     | بازیگر          | بهرام شاه‌محمدلو                   | در نقش خاله‌ریزه                                                          |
| ۱۳۶۵      | بازی، شادی، تماشا                 | بازیگر          | کامبیز صمیمی‌مفخم                  | شبکه ۲                                                                   |
| ۱۳۶۷–۱۳۶۴ | هادی و هدی                        | گوینده          | اردشیر کشاورزی                    | شبکه ۲                                                                   |
| ۱۳۶۴      | طنزآوران جهان                     | بازیگر          | داریوش مؤدبیان                    | کارگردان تلویزیونی: «حسین فردرو»                                         |
| ۱۳۶۴      | گلاب بپاش                         | بازیگر          | سعید نیک‌پور                       | در برنامه کودک و نوجوان پخش می‌شد.                                        |
| ۱۳۶۴–۱۳۶۳ | تله‌تئاتر «شهردار»                 | بازیگر          | فردوس کاویانی                     |                                                                          |
| ۱۳۵۶      | کدو قلقلی و دیو                   | بازیگر          | رضا بابک                          | شبکه ۱                                                                   |